# Emilio Pizzoni
Emilio Pizzoni, italijanski rimskokatoliški duhovnik, škof, * 2. julij 1902, Orsaria, † 5. april 1994, Videm.

## Življenjepis
28. junija 1925 je prejel duhovniško posvečenje.
27. marca 1951 je bil imenovan za škofa Terracine, Priverna in Sezzeja; škofovsko posvečenje je prejel 27. maja istega leta.
6. septembra 1966 je postal naslovni škof Gunugusa in pomožni škof Vidma. 21. marca 1974 je postal naslovni škof Iulium Carnicuma.
1. avgusta 1985 je odstopil s položaja naslovnega škofa Iulium Carnicuma in pomožnega škofa Vidma.